# Frontière entre la Chine et le Laos
La frontière entre la Chine et le Laos est la frontière séparant la Chine (Yunnan) et le Laos (provinces de Luang Namtha, Oudomxay et Phongsaly). Sa longueur est de 505 km, entre le tripoint avec la Birmanie, à l'ouest, et le Viêt Nam, à l'est.